# Seymour Wright
Seymour Wright (* um 1975) ist ein britischer Improvisationsmusiker (Altsaxophon).

## Leben und Wirken
Wright lernte mit sieben Jahren zunächst Trompete, bevor er mit zwölf zum Saxophon wechselte. Nach Anfängen im Jazz kam er schließlich durch die Musik der Band AMM zur Improvisationsmusik und spielte um 2000 im Trio mit Yann Charaoui und John Lely, mit denen erste Aufnahmen entstanden. Seitdem arbeitet er in der britischen und internationalen Improv-Szene in Formationen wie  lll人 (mit Daichi Yoshikawa und Paul Abbott), abaria (mit Ute Kanngiesser), [Ahmed] (mit Antonin Gerbal, Joel Grip und Pat Thomas), GUO (mit Daniel Blumberg), S.T.E.P.S. (mit Evie Ward)  sowie im Quartett mit Paul Abbott, Cara Tolmie und Will Holder. Des Weiteren spielte er mit Anne Guthrie, Martin Küchen, Sebastian Lexer, Paul Lytton, Steve Noble, Evan Parker, Eddie Prévost, Keith Rowe, Mikołaj Trzaska und Nate Wooley. Unter eigenem Namen legte er die Soloalben Seymour Wright of Derby (2008), Seymour Writes Back (2015) und Is This Right? (2017) vor.  Nach Angaben des Diskografen Tom Lord war er im Bereich des Jazz zwischen 2000 und 2011 an elf Aufnahmesessions beteiligt. Im Hauptberuf arbeitet Wright als Lehrer für Fremdsprachen.

## Diskographische Hinweise
- Seymour Wright/Eddie Prevost: Gamut (Matchless, 2008)
- Sebastian Lexer / Seymour Wright: Blasen (Another Timbre, 2008)
- Keith Rowe / Seymour Wright: 3D (w.m. o/r, 2008)
- Küchen_Rowe_Wright (Another Timbre, 2010), mit Martin Küchen, Keith Rowe
- Eddie Prevost: Impossibility in Its Purest Form (Matchless, 2011), mit Sebastian Lexer
- Nate Wooley, Seymour Wright: About Trumpet and Saxophone (Fataka, 2013)
- Evan Parker / Seymour Wright: Tie the Stone io the Wheel (Fataka, 2016)
- John Chantler, Steve Noble, Seymour Wright: Front and Above (1703 Skivbolaget, 2017)
- Mikołaj Trzaska & Seymour Wright: 12.9.16 (Otoroku, 2018)
- Joel Grip & Seymour Wright: I Concentrate on You too (2018)
- Ahmed: Nights on Saturn (Communication) (2021)
- أحمد [Ahmed]: Wood Blues (2024)
- أحمد [Ahmed]: Giant Beauty (2024)